# FIFA

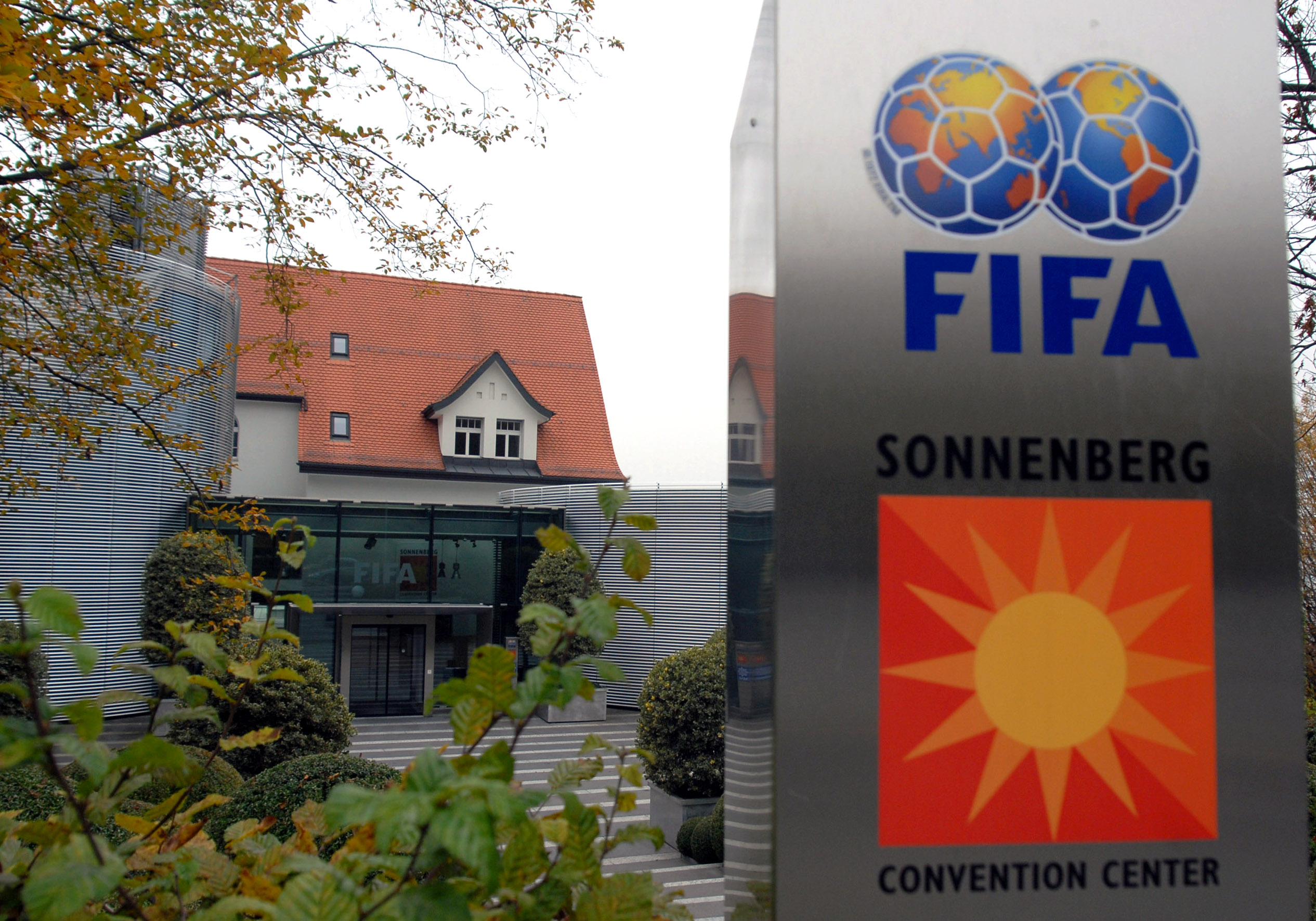
Sediul FIFA

Federația Internațională de Fotbal Asociație, abreviat FIFA, (Fédération Internationale de Football Association în franceză, International Federation of Association Football în engleză) este organizația internațională care reglementează regulamentul și competițiile jocului de fotbal. A fost fondată la Paris la 21 martie 1904, iar în prezent are sediul la Zürich, Elveția. Președintele FIFA este Gianni Infantino, din anul 2016, când l-a înlocuit pe Sepp Blatter, implicat într-un scandal de corupție. FIFA este responsabilă cu organizarea turneelor internaționale de fotbal, cea mai importantă competiție organizată fiind Cupa Mondială FIFA, a cărei primă ediție a avut loc în anul 1930. Până în prezent s-au disputat douăzeci și două de ediții. Ultima ediție a Cupei Mondiale FIFA a fost organizată în Qatar. Următoarea ediție se va desfășura în America de Nord (Canada, Statele Unite, Mexic) în anul 2026.
La FIFA sunt afiliate 211 federații de fotbal.

## Istorie
Nevoia unui singur organism care să supravegheze jocul a devenit evidentă la începutul secolului al XX-lea, cu popularitatea în creștere a meciurilor internaționale. FIFA a fost fondată la Paris, la 21 mai 1904; numele și acronimul francez rămân chiar și în afara țărilor francofone. Membrii fondatori au fost asociațiile naționale din Belgia, Danemarca, Franța, Țările de Jos, Portugalia, Spania (reprezentată de clubul de fotbal Madrid, Federația Spaniolă a fost înființată abia în 1913), Suedia și Elveția. Tot în aceeași zi, Federația Germană de Fotbal și-a declarat intenția de a se afilia printr-o telegramă.
Primul președinte al FIFA a fost Robert Guérin. Guérin a fost înlocuit în 1906 de Daniel Burley Woolfall din Anglia, apoi de către o asociație membră a FIFA. Primul turneu organizat de FIFA a fost competiția de fotbal de la Jocurile Olimpice din 1908 din Londra, a avut mai mult succes decât precedentele competiții de la Jocurile Olimpice, în pofida prezenței fotbaliștilor profesioniști, fapt contrar principiilor fondatoare ale FIFA.
Statutul de membru al FIFA s-a extins dincolo de Europa odată cu acceptarea Africii de Sud în 1908, Argentina și Chile în 1912, Canada și Statele Unite ale Americii în 1913.
Mulți jucători au fost nevoiți să lupte în timpul Primului Război Mondial, astfel că posibilitatea de a juca meciuri internaționale a fost limitată drastic. După moartea lui Woolfall, organizația a fost condusă de olandezul Carl Hirschman, care a salvat-o de la dispariție, cu costul retragerii din federație a țărilor din Regatul Unit, care nu voiau să participe într-o competiție internațională cu inamicii din război. Acestea și-au reluat mai târziu statutul de membru.
Colecția FIFA poate fi văzută la Muzeul Național de Fotbal din Anglia.

## Structură
Confederația Asiatică de Fotbal (AFC) în Asia și Australia.
     Confederația Africană de Fotbal (CAF) în Africa.
     Confederația de Fotbal a Americii de Nord, a celei Centrale și a Caraibelor (CONCACAF) în America de Nord, America Centrală și Caraibe.
     Confederația Sudamericană de Fotbal (CONMEBOL) în America de Sud.
     Confederația de Fotbal din Oceania (OFC) în Oceania (cu excepția Australiei).
     Uniunea Asociațiilor Europene de Fotbal (UEFA) în Europa.

Confederațiile FIFA
Confederația Asiatică de Fotbal (AFC) în Asia și Australia.
Confederația Africană de Fotbal (CAF) în Africa.
Confederația de Fotbal a Americii de Nord, a celei Centrale și a Caraibelor (CONCACAF) în America de Nord, America Centrală și Caraibe.
Confederația Sudamericană de Fotbal (CONMEBOL) în America de Sud.
Confederația de Fotbal din Oceania (OFC) în Oceania (cu excepția Australiei).
Uniunea Asociațiilor Europene de Fotbal (UEFA) în Europa.

Organizația lucrează în cooperare cu asociațiile de fotbal din fiecare țară. Cele șase confederații care fac parte din FIFA sunt:
     AFC (Asia)
     CAF (Africa)
     CONMEBOL (America de Sud)
     CONCACAF (America de Nord)
     OFC (Oceania)
     UEFA (Europa)

## Competițiile FIFA

### Competiții masculine
- Campionatul Mondial de Fotbal
- Cupa Confederațiilor FIFA
- CM de Fotbal sub 20 de ani
- CM de Fotbal sub 17 ani
- CM al Cluburilor FIFA
- CM de Futsal
- CM de Fotbal pe plajă

### Competiții feminine
- Campionatul Mondial de Fotbal Feminin
- CM de Fotbal feminin sub 20 de ani
- CM de Fotbal feminin sub 17 ani

## Președinți
| An        | Președinte             |
| --------- | ---------------------- |
| 1904→1906 | Robert Guérin          |
| 1906→1918 | Daniel Burley Woolfall |
| 1921→1954 | Jules Rimet            |
| 1954→1955 | Rodolphe Seeldrayers   |
| 1955→1961 | Arthur Drewry          |
| 1961→1974 | Stanley Rous           |
| 1974→1998 | João Havelange         |
| 1998→2015 | Joseph Blatter         |
| 2016→     | Gianni Infantino       |

## Sponsori
Următoarele companii sunt sponsori ai FIFA (numiți și „Partenerii FIFA”):
- Adidas
- Coca-Cola
- Emirates
- Hyundai-Kia Motors
- Sony
- VISA

Campionatul Mondial de Fotbal are și alți sponsori, iar fiecare competiție are sponsori ai țării gazdă.